# لبينة
لبينة (بالإنجليزية: Lubaynah)‏ كانت من صحابة النبي محمد، وكانت من العبيد الذين أعتقهم أبي بكر.
وكانت في يد فرع المؤمل من عشيرة عدي من قريش، وكانت زنيرة رفيقتها في العبودية، وكلاهما كانا من أوائل المتحولين إلى الإسلام في مكة.
في عام 614 بدأت قريش استراتيجية لاضطهاد المسلمين من الطبقات الدنيا في محاولة لجعلهم يتخلون عن دينهم، وكان عمر أحد أفراد عشيرة عدي التي عذبت لبينة، وفي أحد الأيام مر أبو بكر على عمر وهو يعذب لبينة قبل أن يسلم، فضربها عمر حتى تعب، ثم قال لها: ما تركت ضربك إلا لأنني تعبت، فأجابت: "فعل الله بك مثل ذلك!"
فدخل أبو بكر فاشترى لبينة من عمر وأعتقها.

## أنظر أيضا
- قائمة الصحابة غير العرب
- رأي أهل السنة في الصحابة